# Pušovce
Pušovce este o comună slovacă, aflată în districtul Prešov din regiunea Prešov. Localitatea se află la altitudinea de 371 m deasupra n.m., se întinde pe o suprafață de 4,42 km2 și în 2017 număra 535 de locuitori. Se învecinează cu comuna Čelovce, Prešov.

## Istoric
Localitatea Pušovce este atestată documentar din 1352.

## Demografie
| An:                | 1994 | 2004   | 2014   | 2024   |
| ------------------ | ---- | ------ | ------ | ------ |
| Număr de persoane: | 528  | 549    | 527    | 563    |
| Diferență:         |      | +3,97% | −4,00% | +6,83% |

| An:                | 2023 | 2024   |
| ------------------ | ---- | ------ |
| Număr de persoane: | 545  | 563    |
| Diferență:         |      | +3,30% |